# Petite rivière Madawaska
La petite rivière Madawaska est une rivière du bassin hydrographique de la rivière des Outaouais dans la partie sud non organisée du district de Nipissing, dans le Nord-Est de l'Ontario, au Canada. La rivière coule entièrement dans le parc provincial Algonquin et est un affluent rive droite de la rivière Petawawa et non un affluent de la rivière Madawaska voisine.

## Cours
La rivière prend sa source au lac La Muir dans le canton géographique du canton de Freswick et coule vers le nord-est jusqu'au lac Hogan. Il continue vers le nord-est du lac contrôlé par un petit barrage jusqu'au lac Phillip, d'où il continue également de couler vers le nord-est contrôlé par un barrage. La rivière se jette ensuite dans le lac Radiant sur la rivière Petawawa dans le canton de Deacon, près du lieu non constitué en société d' Odenback (en). La Petawawa coule via la rivière des Outaouais jusqu'au fleuve Saint-Laurent.

## Affluents
- Ruisseau Owenee (gauche)
- Ruisseau Oldcamp (droite)
- Charles Creek (droite)
- Lac Philippe
  - Ruisseau Grizzly (droite)
  - Ruisseau Cendrillon (gauche)
- Lac Hogan
  - Ruisseau Hemlock (droite)
- Lac de la Muir
  - Ruisseau Gros-bec